# Ласкарєв Володимир Дмитрович
Ласкарєв Володимир Дмитрович (3 липня 1868 — 10 квітня 1954) — геолог, палеонтолог, геоморфолог, професор (1903). Член Сербської академії наук і мистецтв.

## Життєпис
Народився в м. Бірючі Російської імперії (нині село Бєлгородської області, РФ) в сім'ї військовика. 1887 закінчив Чернігівську гімназію і вступив на природничий відділ фізико-математичного факультету Новоросійського університету в Одесі. По завершенні навчання 1892 був залишений лаборантом при кафедрі геології в професора І.Синцова. 1898—1900 перебував у закордонному науковому відрядженні в Австро-Угорщині та Швейцарії, поглиблював там знання з геології, стратиграфії та палеонтології неогену. Працював у геологічних музеях Відня, Цюриха, Женеви (обидва міста в Швейцарії), Загреба (нині столиця Хорватії). Одну з перших своїх наукових праць (опубл. 1899) присвятив результатам геологічних екскурсій по околицях Белграда (нині столиця Сербії).
Від 1902 — приват-доцент Новоросійського університету (нині Одеський національний університет). Після захисту магістерської дисертації на тему «Фауна бугловских слоев Волыни» (1903) призначений екстраординарним професором і зав. кафедри геології та палеонтології. 1905 отримав учене звання магістра мінералогії та геології.
На запрошення геологічного комітету Всеросійської імперії працював (1901–07) над створенням 10-верстної геологічної карти європейської частини Російської імперії, з цією метою досліджував геологічну будову, тектоніку та геоморфологію Подільської губернії і Волинської губернії (відображення їхніх територій містилося на 17-му листі геол. карти).
Став засновником (1912) у Новорос. ун-ті наукового напряму (школи) досліджень стратиграфії четвертинних відкладень. Одним із перших звернув увагу на таке явище, як ярусність лісу, виділив у межах лісів Поділля два яруси. Був першим, хто здійснив геоморфологічне районування європ. території Всеросійської імперії. Класифікував долини річок Поділля на замкнені, відкриті та прохідні, а також обґрунтував ідею про 2-цикловий розвиток річкової мережі Придніпровського Поділля — консеквентного південно-східного напрямку на першому циклі (кінець міоцену та пліоцен) і меридіонального — на другому. Зібрав палеонтологічні колекції, у тому числі фауністичний комплекс терас Півд. Бугу біля м. Меджибіж (нині зберігаються в Палеонтологічному музеї Одеського університету).

Саме завдяки його роботам р. Бог отримала назву Південний Буг.
Після захисту докторської дисертації за монографією «Общая геологическая карта Европейской России: Лист 17-й» (С.-Петербург, 1914) одержав звання ординарного професора.
1916 (це був 2-й рік Першої світової війни) за завданням відділу сировини геол. к-ту Росії разом із проф. В.Поляковим склав карту-довідник з наявності буд. матеріалів по лінії фронту — Дубно, Кременець, Новоград-Волинський, Проскурів (нині м. Хмельницький), Житомир, Бердичів. У цьому ж році йому була присуджена премія М.Ахматова.
Після революц. подій 1917 (див. Лютнева революція 1917, Жовтневий переворот у Петрограді 1917), від поч. 1918, — позаштатний член Укр. геол. к-ту (к-т об'єднував на той час усі геол. роботи в Україні).
Написав і опублікував у російських періодичних виданнях близько 80 наукових праць.
1920 емігрував до Греції, а згодом мешкав у Югославії, займався геол. дослідженнями Балканських країн.
Помер у м. Белград.